# Assiette (route)
Pour les articles homonymes, voir assiette.
L'assiette d’une route est, en Europe francophone, la surface du terrain occupé par la route et toutes les dépendances indispensables à sa tenue, à savoir la plate-forme, les fossés et les talus.
Au Québec, le terme est plutôt utilisé en lieu et place du mot plate-forme ou bien de assise de chaussée. Ainsi est-il dit : l’assiette de la route 41 près de Johsonville, en Caroline du Sud, a été renforcée en sols-ciment dès 1935.

## Limites géométriques de l'assiette
L’assiette est la projection horizontale de la distance entre limites de terrassement

Assiette routière